# علي حيدر علي محمد
علي حيدر علي محمد هو لاعب جودو كويتي. شارك في دورة الألعاب الأولمبية الصيفية عام 1980، ودورة الألعاب الأولمبية الصيفية عام 1992.